# Norma Varden
Norma Varden, född 20 januari 1898 i London, England, död 19 januari 1989 i Santa Barbara, Kalifornien, var en brittisk-amerikansk skådespelare.

## Filmografi, urval
- 1940 – Hertigen av Chicago
- 1942 – Casablanca (ej krediterad)
- 1942 – Slumpens skördar
- 1942 – Kadettflamman
- 1944 – Över alla hinder
- 1944 – Dovers vita klippor
- 1945 – Ingen hejd på galenskaperna
- 1945 – Flickor, ohoj!
- 1946 – De gröna åren
- 1947 – Kungen från New York
- 1949 – Den stängda trädgården
- 1950 – Gentleman i vilda västern
- 1951 – Främlingar på tåg
- 1951 – I galgens skugga
- 1953 – Herrar föredrar blondiner
- 1953 – Hennes kungarike
- 1957 – Åklagarens vittne
- 1965 – Sound of Music
- 1965 – Förförd på beställning
- 1967 – Doktor Dolittle